# Nick Alkemade

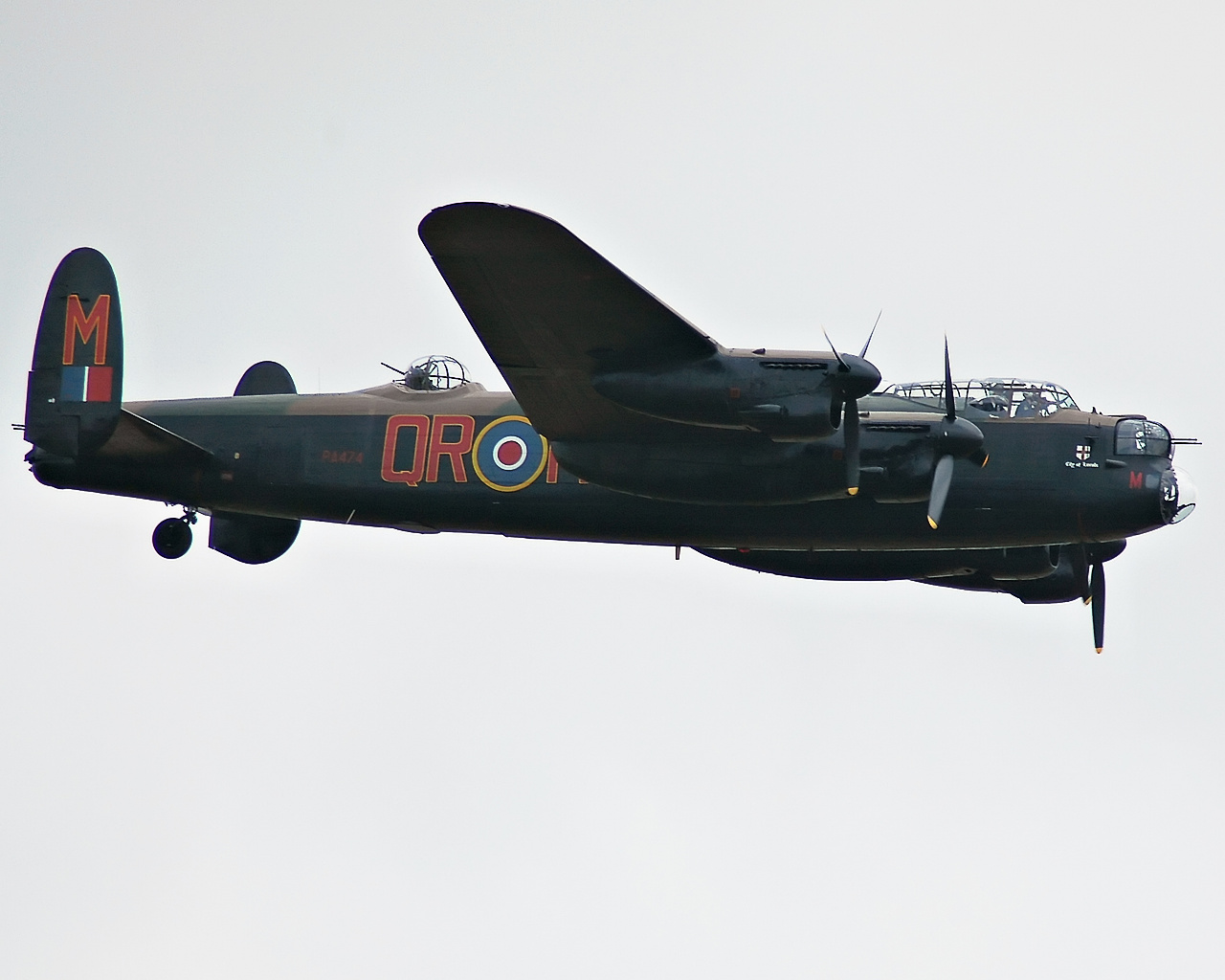
Voorbeeld van een Lancaster Bommenwerper

Nicholas Stephen Alkemade (Loughborough, 10 december 1922 – Liskeard, 22 juni 1987) was gedurende de Tweede Wereldoorlog staartschutter in een Lancaster Bommenwerper van de RAF.
Het vliegtuig waarin de 21-jarige Nick Alkemade op 23 maart 1944 op een hoogte van ongeveer 5.500 meter (18.000 feet) terug vloog van een missie in de buurt van Berlijn, werd aangevallen door een Junker Ju 88 jachtvliegtuig van de Luftwaffe. Het vloog in brand en werd onbestuurbaar. De captain gaf bevel het vliegtuig te verlaten.
Hij slaagde er niet in zijn parachute uit de cabine te halen en besloot zonder zijn parachute uit het vliegtuig te springen. Hij zat al onder de brandwonden en verkoos een snelle dood boven een langzame. Zijn val werd gebroken door de takken van pijnbomen en de dikke zachte sneeuwlaag op de grond. Hij overleefde de val. De meeste verwondingen had hij al opgelopen voordat hij sprong.
Toen hij werd opgepakt door de Gestapo werd zijn verhaal niet geloofd en verdacht men hem van spionage. Hierdoor zou hij gefusilleerd kunnen worden, in plaats van gevangengezet als krijgsgevangene. Enige tijd later werd echter het wrak van het vliegtuig gevonden met daarin de ongebruikte verbrande parachute. Naar verluidt waren de Duitsers zo onder de indruk van het feit dat Alkemade zonder parachute uit zijn vliegtuig gesprongen was, dat ze hem een getuigschrift gaven.
Na de oorlog werkte Alkemade in de chemische industrie.

## Soortgelijke overlevingen
- Juliane Koepcke
- Vesna Vulović